# Дъбово (област Ямбол)
Вижте пояснителната страница за други значения на Дъбово.
Дъбово (изписване до 1945 година: Дѫбово) е село в Югоизточна България. То се намира в община Болярово, област Ямбол.

## География
Селото е разположено по поречието на Поповска река. Старото име на  селото е Мешелии. С МЗ № 2820/обн. 14 август 1934 г селото е преименувано на Дъбово.
1. ↑  www.grao.bg